# Schlesische Zeitung
Die Schlesische Zeitung war eine 1742 gegründete, namhafte Tageszeitung aus Breslau, die bis zur Eroberung der Stadt durch die Rote Armee 1945 erschien.

## Geschichte

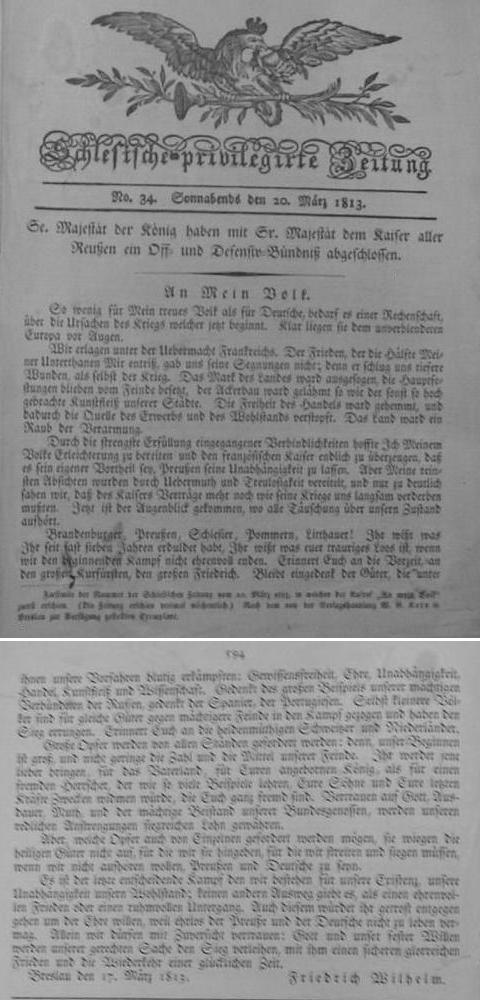
Kompletter Text des Aufrufs in Schlesischer privilegierter Zeitung vom 20. März 1813, S. 593/94.

Gründer der Schlesischen Zeitung war der Breslauer Buchhändler Johann Jakob Korn, der nach Preußens Eroberung Schlesiens das Zeitungsprivileg des preußischen Königs Friedrich II. erhielt. Am 3. Januar 1742 erschien die erste Ausgabe der neuen Zeitung unter dem Namen Schlesische Privilegierte Staats-, Kriegs- und Friedenszeitung. Anfänglich wurde die Zeitung dreimal wöchentlich gedruckt. Im Jahr 1801 betrug die Auflage 1.200 bis 1.300 Stück; es wurde auf acht Druckpressen (Handpressen) gedruckt.
Im Jahr 1813 trug die Zeitung den Titel Schlesische privilegirte Zeitung; in der Ausgabe Nr. 34 vom 20. März 1813 erschien der Aufruf „An Mein Volk“ von Preußenkönig Friedrich Wilhelm, womit die Befreiungskriege gegen das napoleonische Frankreich begannen. Zu dieser Zeit war die Zeitung bereits bei allen königlichen Postämtern Preußens erhältlich.
Dem schlesischen Polizeipräsidenten von Kehler vom 24. August 1858 zufolge „ist die Schlesische Zeitung durch den Einfluß von Molinari, Milde, von Vincke-Olbendorf, Roepell u. a. immer liberaler geworden, und gegenwärtig darf sie wohl als das Organ jener Parthei angesehen werden, welche den Selbstruhm der Verfassungstreue fortwährend im Munde führt.“
Ab 1881 wurde die Schlesische Zeitung dreimal täglich gedruckt. 1892 feierte die Zeitung ihr 150-jähriges Bestehen; es erschien ein 340-seitiges Jubiläumsbuch mit Darstellung der deutschen beziehungsweise europäischen Geschichte und der Historie der Zeitung von 1742 bis 1892. Die Zeitung befand sich unverändert im Besitz der Korn-Nachfahren.
Anfang des 20. Jahrhunderts brachte die Schlesische Zeitung ergänzend die Schlesische Illustrierte Zeitung als Wochenbeilage heraus; gedruckt wurde sie in der eigenen Tiefdruckerei.
Mit dem Ende der Schlesischen Zeitung 1945 endete auch die Verlagstätigkeit der Familie Korn in Schlesien. Im September 1949 wurde die Druckerei der Schlesischen Zeitung G.m.b.H. und ihr Eigentum durch den polnischen Staat konfisziert und ging in dessen Besitz über. Nach einem Neubeginn in München wurde der Verlag 1980 von der 1952 gegründeten Stiftung Kulturwerk Schlesien übernommen und führt heute den Namen Bergstadtverlag Wilhelm Gottlieb Korn GmbH.

## Bekannte Redakteure
- 1827–1836: Johann Gottlieb Kunisch (1789–1852) war ein deutscher Gymnasiallehrer am Collegium Fridericianum in Breslau, Buchautor und Redakteur.
- 1836–1839: Johann Schön (1802–1839) war ein österreichischer Professor der Staatswissenschaften an der Universität Breslau.
- 1864/71–1890: Heinrich von Blankenburg (1820–1897) war preußischer Offizier, Historiker und Publizist.